# Marcos Milinkovic
Marcos Antonio Milinkovic (San Martín, 22 december 1971)  is een voormalig volleyballer uit Argentinië. Hij nam driemaal deel aan de Olympische Spelen (1996, 2000 en 2004) en eindigde met de nationale ploeg op respectievelijk de achtste, de vierde en de (gedeelde) vijfde plaats in de eindrangschikking. 
In 1995 won Milinkovic, bijgenaamd El Toro, de gouden medaille met de nationale selectie bij de Pan-Amerikaanse Spelen in Mar del Plata. Hij speelde 23 jaar (1990-2013) voor de Argentijnse volleybalploeg. Bij het WK volleybal 2002 in eigen land werd hij uitgeroepen tot meest waardevolle speler van het toernooi.